# Langlieben

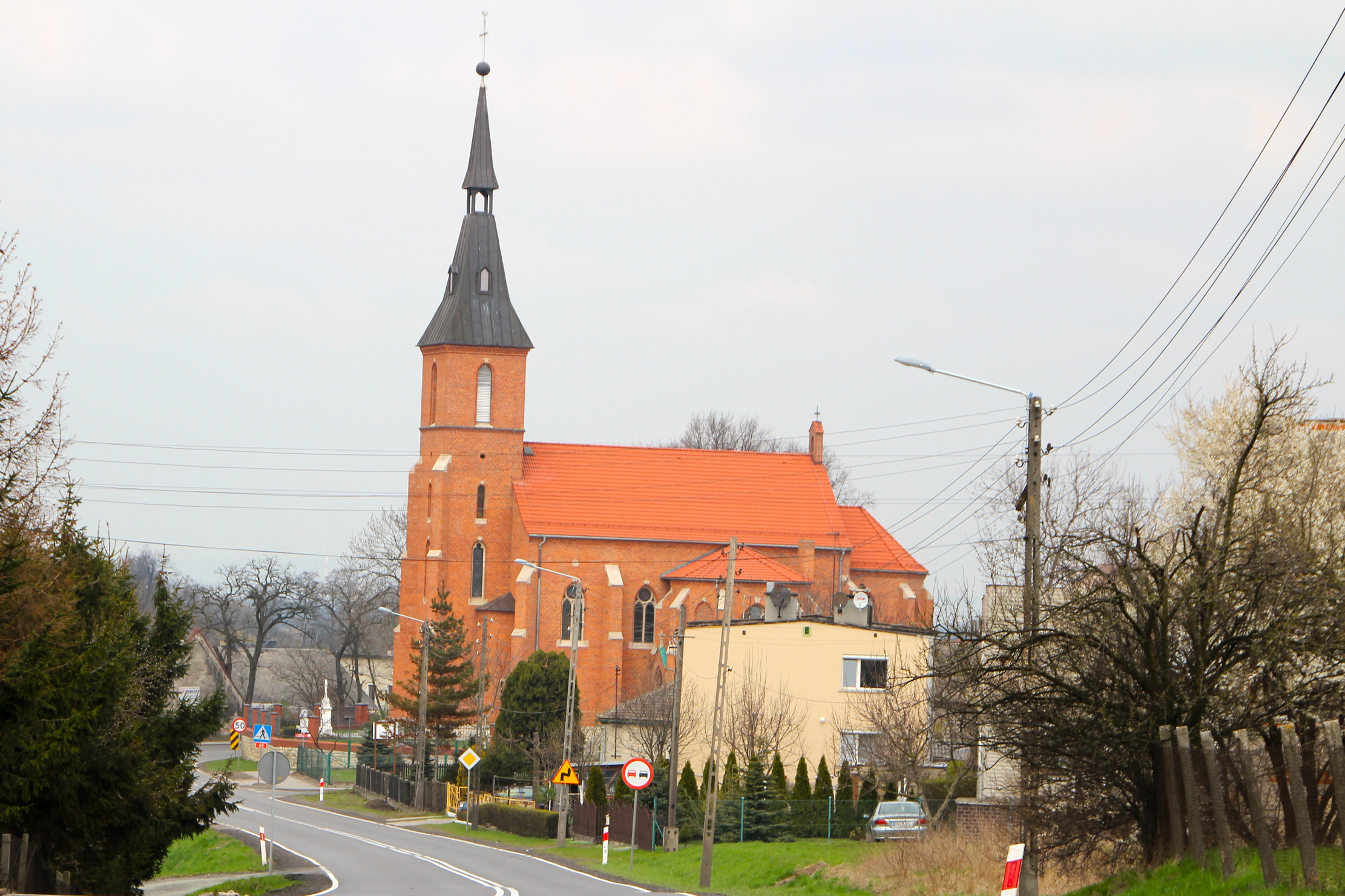
Die Maria-Magdalena-Kirche

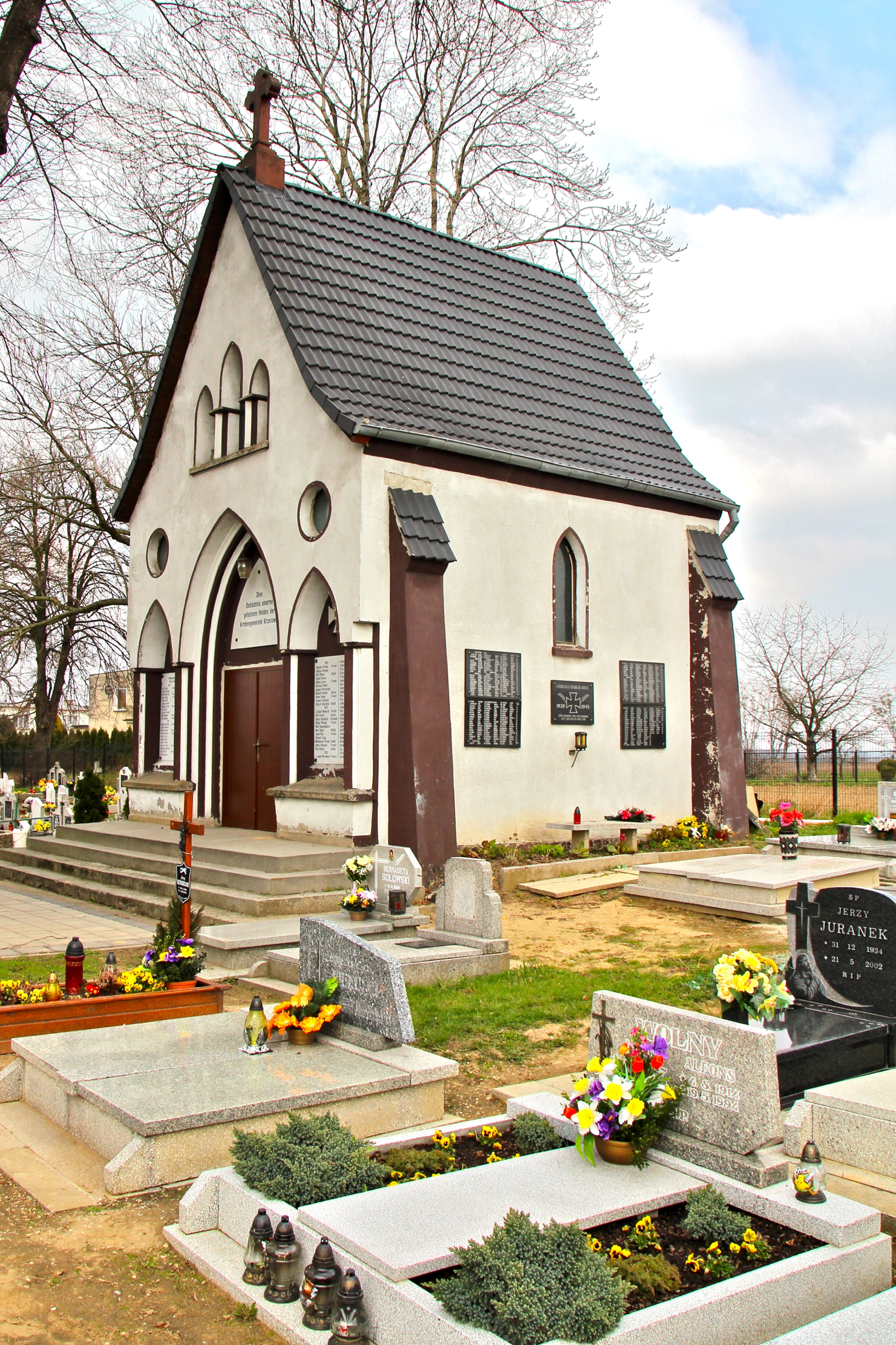
Die Friedhofskapelle

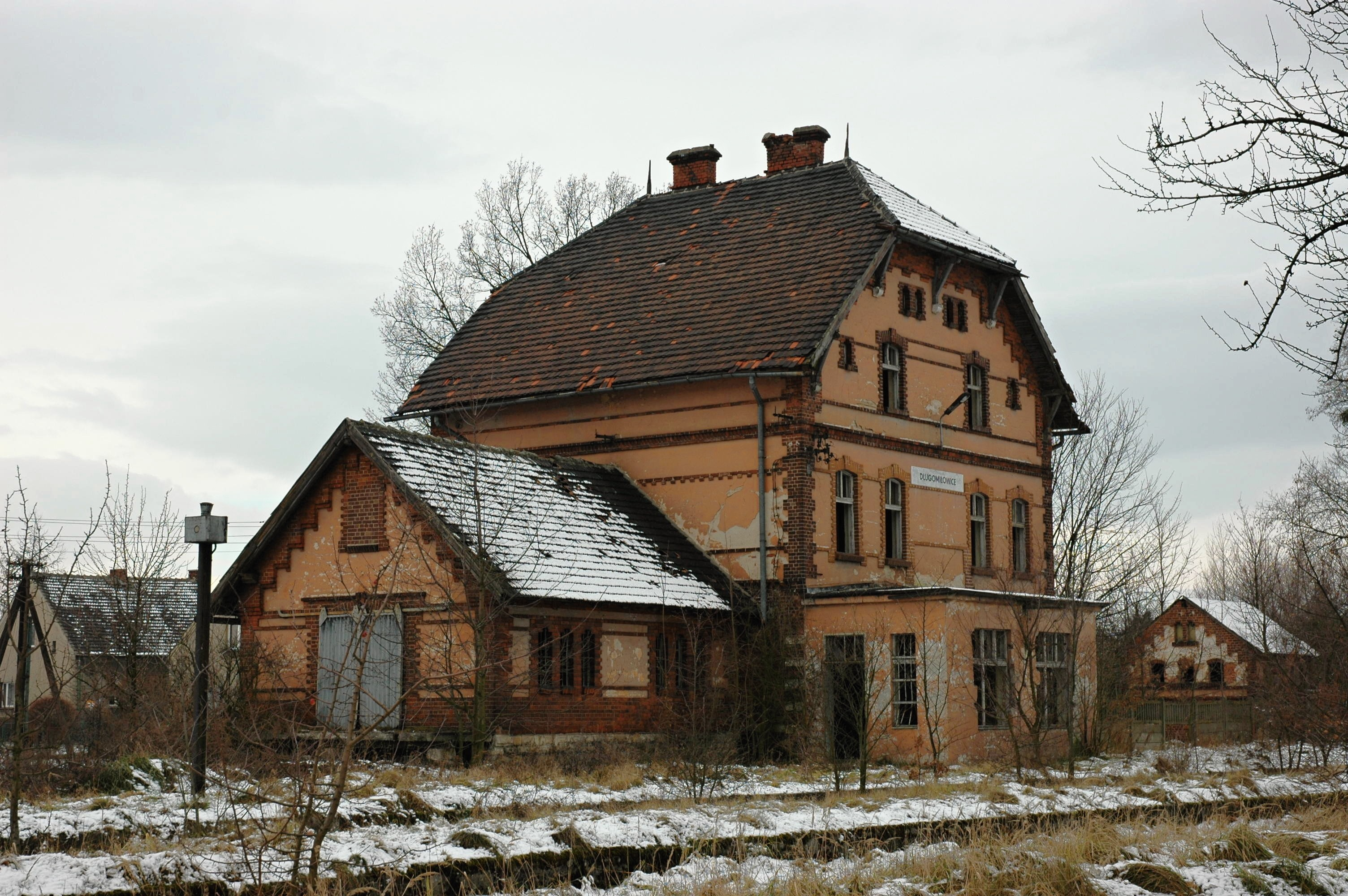
Der alte Bahnhof

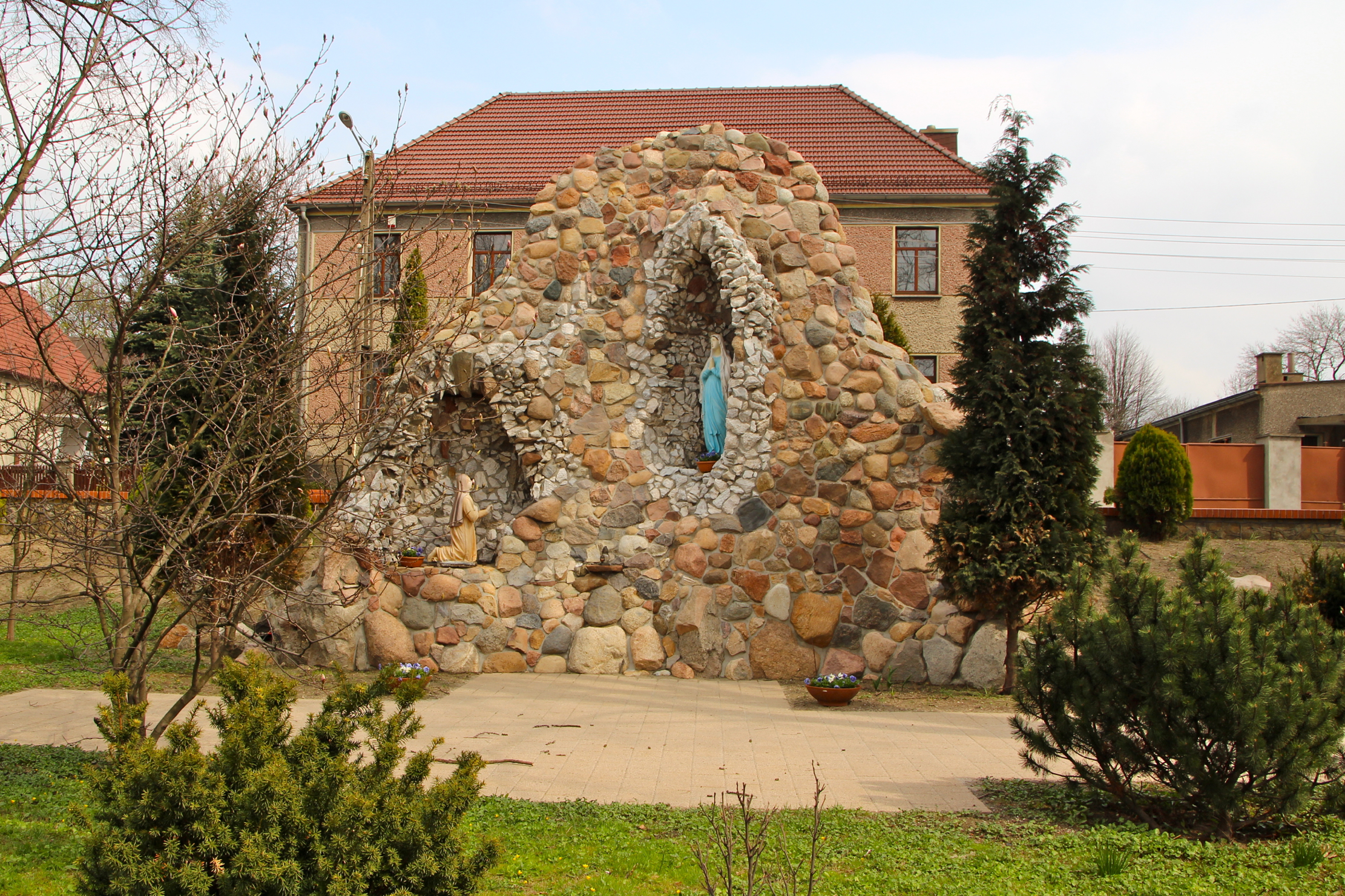
Mariengrotte

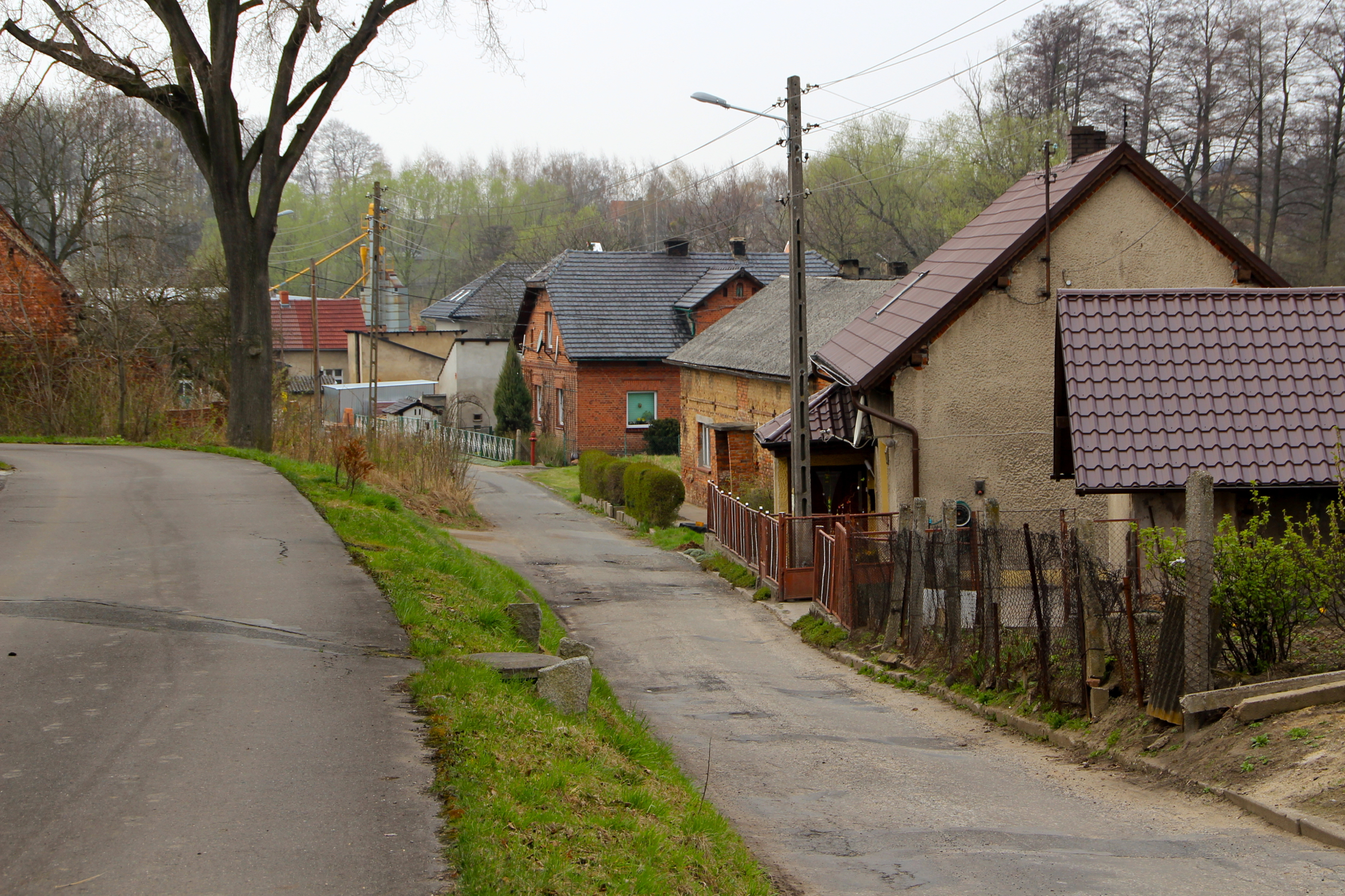
Ortsbild

Langlieben (polnisch Długomiłowice) ist ein Ort in der Landgemeinde Reinschdorf (Reńska Wieś) im Powiat Kędzierzyńsko-Kozielski der Woiwodschaft Opole (Oppeln) in Polen.

## Geografie
Langlieben liegt rund fünf Kilometer südöstlich von Reinschdorf, neun Kilometer südwestlich von Kędzierzyn-Koźle (Kandrzin-Cosel) und 46 Kilometer südöstlich von Opole. Durch den Ort fließt der Erlenbach (polnisch: Olcha).
Zu Langlieben gehören die Weiler Pierzchowice (Pirchwitz) und Żabnik (Zabnik).

## Geschichte
Der Ort entstand spätestens im 13. Jahrhundert und wurde 1217 erstmals urkundlich als „Dlugomilouici“ erwähnt. Der Ort Krzanowitz, der heute Teil von Langlieben ist, entstand spätestens im frühen 15. Jahrhundert und wurde 1418 zusammen mit der örtlichen Kirche erstmals urkundlich erwähnt.
1783 wurde „Langmülmen“ bzw. Langliebe oder Langlieben in den Beyträge[n] zur Beschreibung von Schlesien aufgeführt. Damals gehörte es einem Obristen von Pirch, lag im Landkreis Cosel und hatte 144 Einwohner, fünf Bauernhöfe, 14 Gärtner, eine Wassermühle und eine Windmühle. Krzanowi(t)z gehörte ebenfalls dem Obristen Pirch, lag im Landkreis Cosel, hatte 280 Einwohner, ein durch Brand beschädigtes herrschaftliches Wohngebäude, ein Vorwerk, eine Schule, eine katholische Pfarrkirche, zehn Bauern, 23 Gärtner und acht Häusler. Die Kolonie Pirchwitz hatte 43 Einwohner und zehn Häuser, die Kolonisten waren Sachsen und Deutschböhmen. Jedem Haus waren acht Morgen Land zugeteilt.
1865 bestand „Langlieben“ (bzw. Langmülmen) aus einem Dorf und einem Dominium. Es bildete eine Landgemeinde im Amtsbezirk Langlieben, dem Dembowa, Krzanowitz und Pirchwitz sowie die Gutsbezirke Dembowa und Krzanowitz eingegliedert wurden. Damals bestanden ein Bauer, 14 Gärtnerstellen und zehn Häuslerstellen. Krzanowitz bestand aus einem Kirchdorf und einem Rittergut. Das Rittergut gehörte dem Landrat Eduard Himml und besaß eine Brennerei mit Pistoriusschem Dampfapparat. Zum Gut gehörten auch die Vorwerke Oberhof und Torgau. Torgau wurde durch General von Pirch angelegt und benannt. Das Dorf Krzanowitz hatte 1865 neun Bauern, 26 Gärtner, 43 Häusler, eine Kirche und eine katholische Schule mit einem 1855 erbauten Gebäude. Die Kolonie Pichwitz hatte 10 Gärtnerstellen. 1871 kam der Ort zum Landkreis Cosel. 1899 wurde die Schule ausgebaut.
Bei der Volksabstimmung in Oberschlesien am 20. März 1921 stimmten in Langlieben 119 Wahlberechtigte für einen Verbleib Oberschlesiens bei Deutschland und zwölf für eine Zugehörigkeit zu Polen. In Krzanowitz stimmten 430 Wahlberechtigte für Deutschland und 84 für Polen, auf Gut Krzanowitz stimmten 147 für Deutschland und zehn für Polen. Langlieben und Krzanowitz verblieben nach der Teilung Oberschlesiens beim Deutschen Reich. Bis 1945 befand sich der Ort im Landkreis Cosel.
Infolge des Zweiten Weltkrieges der Ort 1945 unter polnische Verwaltung, wurde der Woiwodschaft Schlesien angeschlossen und in Długomiłowice umbenannt. 1950 kam der Ort zur Woiwodschaft Opole. 1975 wurde der Powiat Kozielski aufgelöst. Seit 1999 gehört Długomiłowice Powiat Kędzierzyńsko-Kozielski. Am 26. Oktober 2006 wurde in der Gemeinde Reinschdorf Deutsch als zweite Amtssprache eingeführt. Am 11. Januar 2011 erhielt der Ort zusätzlich den amtlichen deutschen Ortsnamen Langlieben.

## Sehenswürdigkeiten und Bauwerke
- Römisch-katholische Maria-Magdalena-Kirche im neogotischen Stil mit roter Ziegelsteinfassade und Glockenturm und mit angebauter neogotischer Kapelle mit Gruft der Familie des Landrats Himml.
- Friedhofskapelle mit Gedenktafeln für die Gefallenen des Ersten Weltkriegs und für die Opfer und Gefallenen des Zweiten Weltkriegs.
- Park aus dem 18. und 19. Jahrhundert
- Vormaliges Bahnhofsgebäude des Bahnhofs Langlieben-Krzanowitz
- Mariengrotte
- Bildstock mit Mariengemälde
- Wegkapelle
- mehrere Wegkreuze